# Friedrich Ludwig Dülon
Friedrich Ludwig Dülon (ur. 14 sierpnia 1769 w Oranienburgu, zm. 7 lipca 1826 w Würzburgu) – niemiecki niewidomy flecista i kompozytor.

## Życiorys
Był niewidomy od dzieciństwa. Muzyką zainteresował się w wieku 9 lat, gdy zetknął się z flecistą Josephem Winterem, podobnie jak on niewidomym. Dzięki fenomenalnej pamięci bez problemu zapamiętywał kolejne kompozycje, które następnie wykonywał. W 1781 roku wystąpił w recitalem w Berlinie, w latach 1783–1784 odbył podróż koncertową po krajach niemieckich. Podczas kolejnej podróży koncertowej w latach 1785–1786 odwiedził Amsterdam i Rotterdam. W 1786 roku wystąpił w Londynie przed królem Jerzym III. W roku 1790 wystąpił podczas uroczystości koronacji Leopolda II na cesarza rzymskiego we Frankfurcie nad Menem. W latach 1792–1793 gościł na dworze carskim w Petersburgu. W 1823 roku osiadł w Würzburgu.
Skomponował koncert fletowy, a także wariacje, kaprysy i dua fletowe. Ukazała się jego autobiografia w redakcji Christopha Martina Wielanda pt. Dülons des blinden Flötenspielers Leben und Meynungen von ihm selbst bearbeitet (2 tomy, Zurych 1807–1808).